# Éditions Francis Lefebvre
Die Verlagsgruppe Éditions Francis Lefebvre S.A. (EFL), gegründet 1930, ist ein französischer Fachverlag für Wirtschafts-, Steuer- und Bilanzrecht. Die Gruppe ist seit 1997 (nach Angaben der Muttergesellschaft: 1999) Bestandteil des Konzerns Éditions Lefebvre Sarrut (ELS) mit Sitz in Levallois-Perret.

## Programm und Aktivitäten
Die Veröffentlichungen der Éditions Francis Lefebvre richten sich vorwiegend an Juristen sowie Steuer- und Bilanzierungsexperten – innerhalb und außerhalb von Unternehmen. Besonders mit ihrer Fachbuchreihe Memento (bis 2009 Memento Verlag) ist EFL in den Bereichen Recht, Wirtschaft und Steuern nach eigenen Angaben Marktführer in Frankreich.
Die Verlagsgruppe EFL ist wiederum Teil der Gruppe Éditions Lefebvre Sarrut (ELS). Die Aktivitäten der anderen Unternehmen in diesem Konzern sind vor allem die berufliche Fortbildung (Reihe Francis Lefebvre Formation), sowie die Beratung und die Übernahme von Diensten im IT-Bereich (Reihe Viveo). Darüber hinaus sind dem Konzern die Rechtsanwaltssozietät CMS – Bureau Francis Lefebvre und eine Wirtschaftsprüfergesellschaft angegliedert.